# گنجشک‌های آوازخوان
گنجشک‌های آوازخوان (نام علمی: Melospiza) نام یک سرده از تیره گنجشک‌های بر جدید است.